# Селезньова Світлана Миколаївна
Світлана Миколаївна Селезньова (*нар. 1969) — російський математик, доктор фізико-математичних наук, доцент кафедри математичної кібернетики факультету ОМК МДУ.

## Біографія
Народилася в місті Коростень Житомирської області.
Закінчила із золотою медаллю математичний клас середньої школи № 25 міста Житомир (1986), факультет обчислювальної математики і кібернетики МДУ з відзнакою (1991), аспірантуру факультету ВМК (1997).
Захистила дисертацію «Про властивості поліномів над кінцевими полями та про алгоритмічну складність розпізнавання властивостей функцій багатозначних логік, представлених поліномами» (наукові керівники С. В. Яблонський, В. Б. Алексєєв) на ступінь кандидата фізико-математичних наук (2000).
Захистила дисертацію «Поліноміальні представлення дискретних функцій» на ступінь доктора фізико-математичних наук (2016).
У Московському університеті працює з 1998 року: молодший науковий співробітник (1998—2002), науковий співробітник (2002—2003), старший викладач (2003—2008), доцент (з 2008) кафедри математичної кібернетики факультету ОМК МДУ.
Область наукових інтересів: дискретна математика, математична кібернетика, складність алгоритмів, алгоритмічна складність розпізнавання властивостей конічнозначних функцій, складність поліноміальних уявлень конічнозначних функцій.
Основні результати пов'язані з питаннями алгоритмічної складності розпізнавання властивостей функцій, заданих в деякій мові; поліноміальними завданнями дискретних функцій і їх властивостями; приближениями дискретних функцій поліномами. Селезньова отримала поліноміальні оцінки складності розпізнавання приналежності функцій багатозначних логік, заданих поліномами, до п'яти родин предполних класів; досліджено структуру та властивості інваріантних полиномов над кінцевими полями; знайдені оцінки складності завдання функцій багатозначних логік різними видами полиномов і їх наближення поліномами з заданими точностями.
Автор 3-х книг і більше 80 наукових статей. Підготувала 2-х кандидатів наук.